# Les Solanes (Mura)
Les Solanes és una masia de Mura (Bages) protegida com a Bé Cultural d'Interès Local.

## Descripció
Està situada a 595,3 metres d'altitud, a prop de l'extrem oriental del terme, a ponent del lloc on es troben els termes municipals de Mura, Granera i Sant Llorenç Savall, al Serrat dels Tres Senyors. Queda al sud-oest de les Elies, a la dreta del torrent del Soler, al nord-oest del Soler.
La casa de Les Solanes consta de tres conjunts diferenciats per un costat la casa antiga amb uns coberts posteriors afegits, els antics corrals, i un tercer conjunt amb una tina circular a la que es van afegir altres construccions modernament.
La casa antiga és una construcció petita, de planta rectangular amb planta baixa i un pis, amb coberta a doble vessant de teula àrab i carener paral·lel a façana principal que s'obre a ponent. A la façana hi ha un portal d'arc de mig punt amb dovelles de pedra sorrenca i tres finestres desiguals, a la planta pis, amb brancals llinda i ampit de la mateixa pedra. Té petits cossos adossats i està unida amb un porxo i amb l'habitatge dels masovers, de factura més recent, de planta baixa i dos semisoterranis, ja que es troba en un desnivell del terreny.
L'altre conjunt d'edificacions són corrals amb planta baixa, i planta baixa i pis. Hi ha un tercer conjunt de dos habitatges acabats recentment sobre un petit turó a pocs metres de la casa per la banda de llevant. Els dos primers conjunts estan protegits per un mur amb portal i disposen d'un jardí, un antic trull i pistes de tenis. A l'interior de la casa més antiga es conserva una premsa de vi encastada en una fornícula de la paret a la planta baixa, i els antics fogons de pedra.
Les Solanes es troba dins la zona del Parc Natural de Sant Llorenç del Munt i l'Obac. Per arribar cal agafar el camí que baixa a l'esquerre en el P.Q. 25.700 de la carretera B-124 de Castellar del Vallès a Monistrol de Calders. La tanca de la casa està a 1.50 m. de la carretera, passant per Les Elies. Es troba dins la zona del Parc Natural de Sant Llorenç del Munt i l'Obac.

## Història
El 1263 Guillem de Santa Coloma vengué el mas de les Solanes al prior i sagristà de Sant Llorenç del Munt, fet que demostra que aquesta casa podria haver estat construïda a principis del segle xiii. També hi ha documentació del segle xiv que fa referència: el 1315, el 1347 i el 1354. A la consueta de Mura de 1592 (APM) constata que hi vivien 5 persones, tots amb el cognom Rubio. Al segle xx la casa va quedar abandonada durant molts anys fins que el nou propietari, fa uns 30 anys, la va rehabilitar amb cura.